# Hamiltonius atrinotatus
Hamiltonius atrinotatus es una especie de coleóptero de la familia Attelabidae.

## Distribución geográfica
Habita en Sumatra (Indonesia).